# Torneo WTA de Praga 2019
El J&T Banka Prague Open de 2019 fue un torneo profesional de tenis jugado en canchas de arcilla. Fue la décima edición del torneo que forma parte de los torneos internacionales del 2019 de la WTA. Se llevó a cabo en Praga, República Checa entre el 29 de abril y el 4 de mayo de 2019.

## Distribución de puntos
| Modalidad           | Campeona | Finalista | Semifinales | Cuartos de final | 2ª ronda | 1ª ronda | Clasificadas | 3ª ronda de clasificación | 2ª ronda de clasificación | 1ª ronda de clasificación |
| Individual femenino | 280      | 180       | 110         | 60               | 30       | 1        | 18           | 14                        | 10                        | 1                         |
| Dobles femenino     | 280      | 180       | 110         | 60               | -        | 1        | -            | -                         | -                         | -                         |

## Cabezas de serie

### Individuales femenino
| Tenista              | Ranking | Preclasificada |
| Karolína Plíšková    | 4       | 1              |
| Anastasija Sevastova | 13      | 2              |
| Wang Qiang           | 16      | 3              |
| Mihaela Buzărnescu   | 30      | 4              |
| Danielle Collins     | 32      | 4              |
| Kateřina Siniaková   | 41      | 6              |
| Viktória Kužmová     | 44      | 7              |
| Markéta Vondroušová  | 46      | 8              |
| Barbora Strýcová     | 47      | 9              |

- Ranking del 22 de abril de 2019.[2]

### Dobles femenino
| Tenista                              | Ranking | Preclasificada |
| Nicole Melichar Květa Peschke        | 25      | 1              |
| Shuko Aoyama Abigail Spears          | 74      | 2              |
| Barbora Strýcová Markéta Vondroušová | 101     | 3              |
| Desirae Krawczyk Giuliana Olmos      | 123     | 4              |

## Campeonas

### Individual femenino
Jil Teichmann venció a  Karolína Muchová por 7-6(7-5), 3-6, 6-4

### Dobles femenino
Anna Kalinskaya /  Viktória Kužmová vencieron a  Nicole Melichar /  Květa Peschke por 4-6, 7-5, [10-7]